# Sông Hà Hiệu
Sông Hà Hiệu là phụ lưu của sông Năng trong mạng lưới sông Gâm, chảy ở huyện Ba Bể tỉnh Bắc Kạn, Việt Nam .

## Dòng chảy
Sông Hà Hiệu bắt nguồn từ các suối ở xã Hương Nê, chảy về tây bắc. 22°18′30″B 105°57′8″Đ / 22,30833°B 105,95222°Đ
Sông chảy ngang qua thị trấn Nà Phặc. Sau đó sông qua xã Hà Hiệu, đến xã Bành Trạch thì đổ vào sông Năng.